# US Lecce
Die Unione Sportiva Lecce, kurz US Lecce, ist ein 1908 gegründeter italienischer Fußballklub aus der süditalienischen Stadt Lecce in der Region Apulien.
Weitere Bezeichnungen sind I Giallorossi („Die Gelb-Roten“), I Lupi („Die Wölfe“) und I Salentini („Die aus dem Salento“).
Heimspielstätte ist das 40.670 Zuschauer fassende Stadio Via del Mare.

## Geschichte
Die US Lecce wurde am 15. März 1908 als SC Lecce (offiziell Sporting Club Lecce) mit den Abteilungen Fußball, Leichtathletik und Radsport gegründet. Zunächst waren die Vereinsfarben Schwarz und Weiß. 1927 fusionierte der Klub mit Juventus Lecce und Gladiator Lecce zum neuen Verein Unione Sportiva Lecce, dessen neue Vereinsfarben Schwarz und Rot waren. Erst mit dem ersten Aufstieg in die Serie B unter dem ungarischen Trainer Ferenc Plemich im Jahre 1929 wurden die Vereinsfarben zu den bis heute geltenden Gelb und Rot geändert.
Im Jahre 1966 wechselte der Verein vom Stadio Carlo Pranzo ins größere Stadio Via del Mare, in dem es bis heute spielt.
In der Saison 1974/75 stellte der damalige Torhüter Emmerich Tarabocchia einen bis heute geltenden Rekord auf: Mit 1791 Spielminuten ohne Gegentor ist er der Torhüter, der in den ersten drei Spielklassen am längsten ohne Gegentor blieb.
In der Saison 1984/85 stieg der Verein erstmals in die Serie A auf. Danach konnte sich die US Lecce als regelmäßiger Serie-A-Teilnehmer etablieren. Dies kam etwas überraschend, weil das Team noch ein halbes Jahr vor dem Aufstieg mit Michele Lo Russo und Ciro Pezzella zwei Leistungsträger bei einem tödlichen Verkehrsunfall verlor. 1989 erreichte der Klub mit Platz neun die bisher beste Serie-A-Platzierung in seiner Vereinsgeschichte.

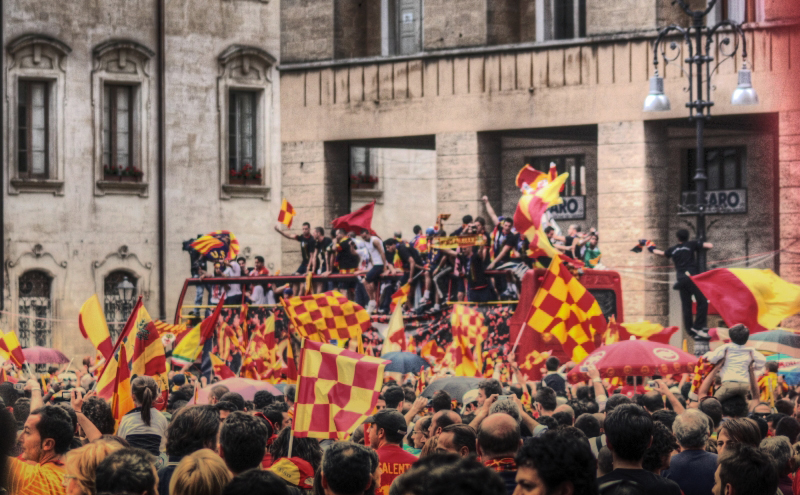
Fans im Mai 2010 nach dem Wiederaufstieg in die Serie A

Seit den 1990er Jahren war der Klub eher eine Fahrstuhlmannschaft und pendelte fast im Jahresrhythmus zwischen Serie A und Serie B. 2004/05 konnte man erneut den neunten Tabellenplatz in der höchsten Spielklasse feiern, in der folgenden Saison stieg man jedoch wieder ab. 2007/08 gelang jedoch der erneute Aufstieg, allerdings belegte man in der Saison 2008/09 nur den 20. und damit letzten Tabellenplatz und musste somit wieder in die Serie B. 2009/10 schaffte die Mannschaft durch den ersten Tabellenplatz wieder den Aufstieg in die Serie A, zwei Jahre später stieg man ein weiteres Mal in die Serie B ab. Im August 2012 wurde bekannt, dass die US Lecce aufgrund des damaligen Manipulationsskandals den Gang in die Lega Pro Prima Divisione, die dritthöchste Spielklasse, antreten muss.
In der Saison 2012/13 erreichte die Mannschaft Platz zwei und qualifizierte sich somit für die Playoffs um den Aufstieg in die Serie B. In der ersten Runde der Playoffs trat Lecce gegen Virtus Entella an. Das erste Spiel zwischen Lecce und Virtus Entella endete 1:1, mit einem 2:1 im Rückspiel erreichte Lecce die Finalrunde der Playoffs. Dort traf man auf Carpi FC. Die Spiele endeten 1:0 und 1:1 zugunsten von Carpi FC. Lecce verpasste somit den direkten Wiederaufstieg. Diese Niederlage löste große Unruhen aus: Fans stürmten aufs Spielfeld und richteten großen Sachschaden an, wurden jedoch von Ordnern aufgehalten, als sie versuchten in die Kabinen der Spieler zu gelangen. Sie verbrannten auch Polizeiautos, die sich außerhalb des Stadions befanden.
Auch in den folgenden vier Spielzeiten scheiterte der Verein jedes Jahr in den Playoffs, bis schließlich in der Saison 2017/2018 als Meister der direkte Aufstieg in die Serie B gelang. Ein Jahr später gelang dem Verein als Zweiter der direkte Durchmarsch aus der Serie C in die Serie A.

## Weiteres

### Anhänger

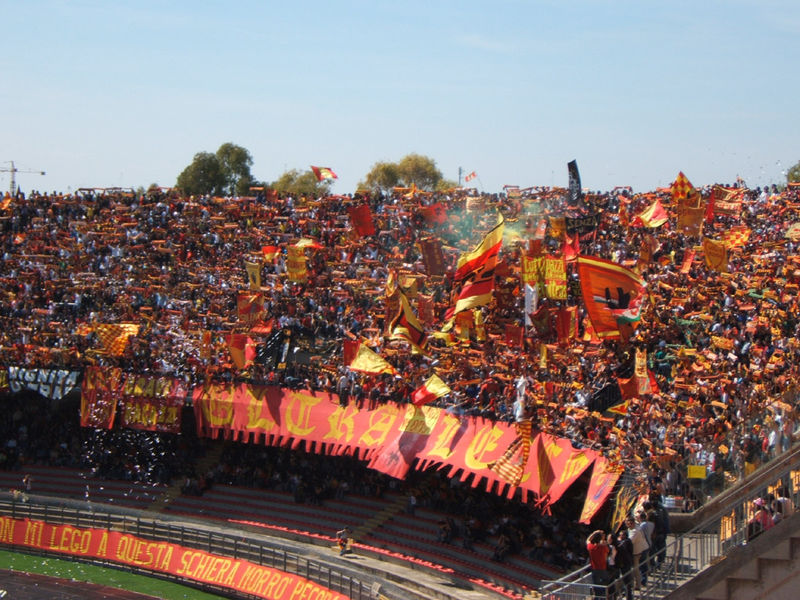
Ultrà Lecce in der Curva Nord

Der Verein hat in ganz Salento und allgemein im südlichen Apulien eine große Anhängerschaft. Bei Auswärtsspielen in Norditalien wird der Verein von vielen dort lebenden Süditalienern unterstützt.
Die Heimat der traditionellen Fanszene ist die Curva Nord mit den Ultrà Lecce, in den 90er Jahren gab es auch in der Curva Sud mit der Gioventù eine aktive Fangruppierung. Eine Fanfreundschaft existiert mit den Fans der US Palermo. Die größte Rivalität besteht zu den Fans von AS Bari.

## Daten und Fakten

### Vereinserfolge

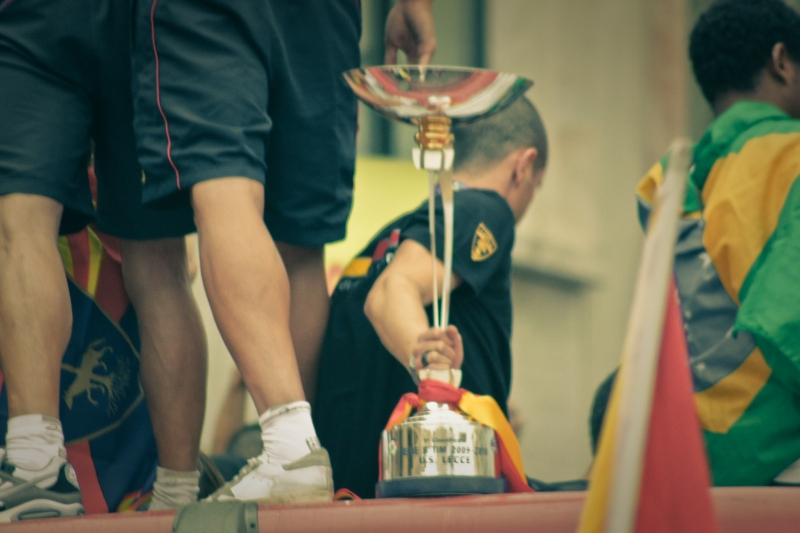
Trophäe der Serie B-Meisterschaft 2009/10

#### Profimannschaft
- Coppa Italia Serie C: 1975/76
- Serie B-Meisterschaft: 1984/85, 2009/10, 2021/22
- Englisch-italienischer Pokal: 1976
- Serie C-Meisterschaft: 1975/76

Jugendmannschaften
- Campionato Primavera: (3) 2002/03, 2003/04, 2022/23
- Coppa Italia Primavera: (2) 2001/02, 2004/05
- Supercoppa Primavera: (2) 2004, 2006

## Personal

### Aktueller Kader der Saison 2024/25
Stand: 28. Mai 2025
| Nr. |                | Position | Name                  |
| --- | -------------- | -------- | --------------------- |
| 1   | Deutschland    | TW       | Christian Früchtl     |
| 2   | Deutschland    | AB       | Elijah Scott          |
| 3   | Kroatien       | ST       | Ante Rebić            |
| 4   | Angola         | AB       | Kialonda Gaspar       |
| 5   | Albanien       | MF       | Medon Berisha         |
| 6   | Italien        | AB       | Federico Baschirotto  |
| 7   | Spanien        | ST       | Tete Morente          |
| 8   | Tunesien       | MF       | Hamza Rafia           |
| 9   | Montenegro     | ST       | Nikola Krstović       |
| 10  | Elfenbeinküste | ST       | Konan N'Dri           |
| 11  | Italien        | MF       | Nicola Sansone        |
| 12  | Frankreich     | AB       | Frédéric Guilbert     |
| 14  | Island         | MF       | Þórir Jóhann Helgason |
| 16  | Spanien        | MF       | Joan González         |
| 17  | Portugal       | AB       | Danilo Veiga          |
| 19  | Frankreich     | AB       | Gaby Jean             |
| 20  | Albanien       | MF       | Ylber Ramadani        |
| 22  | Sambia         | ST       | Lameck Banda          |

| Nr. |             | Position | Name                                   |
| --- | ----------- | -------- | -------------------------------------- |
| 23  | Rumänien    | ST       | Rareș Burnete                          |
| 25  | Italien     | AB       | Antonino Gallo                         |
| 28  | Australien  | AB       | Sebastian Esposito                     |
| 29  | Mali        | MF       | Lassana Coulibaly                      |
| 30  | Italien     | TW       | Wladimiro Falcone                      |
| 31  | Schweden    | ST       | Joel Voelkerling Persson               |
| 32  | Finnland    | TW       | Jasper Samooja                         |
| 36  | Polen       | MF       | Filip Marchwiński                      |
| 37  | Schweden    | ST       | Jesper Karlsson (Leihe von FC Bologna) |
| 42  | Niederlande | AB       | Vernon Addo                            |
| 44  | Portugal    | AB       | Tiago Gabriel                          |
| 50  | Argentinien | MF       | Santiago Pierotti                      |
| 75  | Frankreich  | MF       | Balthazar Pierret                      |
| 77  | Frankreich  | MF       | Mohamed Kaba                           |
| 99  | Italien     | AB       | Marco Sala (Leihe von Como 1907)       |
|     | Danemark    | MF       | Jeppe Corfitzen                        |
|     | Bulgarien   | TW       | Plamen Penev                           |
|     | Rumänien    | TW       | Vlad Răfăilă                           |

### Ehemalige Spieler (Auswahl)
- Sjarhej Alejnikau
- Marco Amelia
- Luca Ariatti
- Kwame Ayew
- Juan Barbas
- Eugenio Bersellini
- Manuele Blasi
- Mariano Bogliacino
- Samuele Dalla Bona
- Waleri Boschinow
- Pasquale Bruno
- Franco Causio
- Marco Cassetti
- Alberto Di Chiara
- Ernesto Chevantón
- Antonio Chimenti
- Massimo Coda
- Antonio Conte
- Juan Cuadrado
- Marco Donadel
- Giulio Donati
- Alexei Eremenko
- Guillermo Giacomazzi
- Giuseppe Giannini
- Carlos Grossmüller
- André Gumprecht
- Liam Henderson
- Gianluca Lapadula
- Cristian Daniel Ledesma
- Francisco Lima
- Walter López
- Cristiano Lucarelli
- Christian Maggio
- Marco Mancosu
- Gilberto Martinez
- Giuseppe Materazzi
- Mazinho
- Djamel Mesbah
- Fabrizio Miccoli
- David Di Michele
- Francesco Moriero
- Gianni Munari
- Luis Muriel
- Christian Obodo
- Rubén Olivera
- Francesco Palmieri
- Dimitrios Papadopoulos
- Pedro Pasculli
- Graziano Pellè
- Jacopo Petriccione
- Marin Pongračić
- Gheorghe Popescu
- Ubaldo Righetti
- Antonio Rosati
- Michele Lo Russo
- David Sesa
- Max Tonetto
- Jaime Valdés
- Pietro Paolo Virdis
- Mirko Vučinić
- Davor Vugrinec
- Andrea Zanchetta

### Trainerhistorie
| Cheftrainer | Cheftrainer                                       |
| ----------- | ------------------------------------------------- |
| 1927/28     | Luigi Ferrero                                     |
| 1928–1930   | Ferenc Plemich                                    |
| 1930/931    | Pietro Piselli                                    |
| 1931/32     | Viktor Laszlo                                     |
| 1936/37     | Ferenc Plemich                                    |
| 1938/39     | Giovanni Battista Rebuffo                         |
| 1939–1941   | Alferio Cubi                                      |
| 1941/42     | Ferenc Plemich                                    |
| 1942/43     | Giovanni Degni                                    |
| 1945/46     | Ferenc Hirzer Ferenc Plemich                      |
| 1946/47     | Raffaele Anguilla Giovanni Brezzi                 |
| 1947/48     | Guido Dossena Raffaele Costantino                 |
| 1948/49     | Raffaele Costantino Mario Magnozzi Ferenc Plemich |
| 1949/50     | Cesare Migliorini Italo Paterno                   |
| 1950/51     | Giovanni Brezzi                                   |
| 1951/52     | Virgilio Felice Levratto Pietro Magni             |
| 1952/53     | Pietro Magni Giovanni Degni                       |
| 1953/54     | Gino Vianello                                     |
| 1954/55     | Raffaele Costantino Euro Riparbelli               |
| 1955/56     | Cesare Gallea Carmelo Russo                       |
| 1956/57     | Ambrogio Alfonso                                  |
| 1957/58     | Ambrogio Alfonso Ugo Starace                      |
| 1958/59     | Gino Vianello                                     |
| 1959/60     | Ambrogio Alfonso                                  |
| 1960–1962   | Dino Bovoli                                       |
| 1962/63     | Ulisse Giunchi Piero Andreoli                     |
| 1963/64     | Piero Andreoli                                    |
| 1964/65     | Ambrogio Alfonso                                  |
| 1965/66     | Gino Vianello                                     |
| 1966/67     | Luigi Soffrido Ambrogio Alfonso Gianni Seghedoni  |
| 1967/68     | Gianni Seghedoni                                  |

| Cheftrainer | Cheftrainer                                  |
| Amtszeit    | Name                                         |
| ----------- | -------------------------------------------- |
| 1968/69     | Ottorino Dugini Eugenio Bersellini           |
| 1969–1971   | Eugenio Bersellini                           |
| 1971/72     | Giuseppe Corradi                             |
| 1972/73     | Giuseppe Corradi Maino Neri                  |
| 1973/74     | Giacomo Losi                                 |
| 1974/75     | Nicola Chiricallo                            |
| 1975/76     | Nicola Chiricallo Mimmo Renna                |
| 1976/77     | Mimmo Renna                                  |
| 1977/78     | Lamberto Giorgis                             |
| 1978/79     | Pietro Santin                                |
| 1979/80     | Bruno Mazzia                                 |
| 1980/81     | Bruno Mazzia Gianni Di Marzio                |
| 1981/82     | Gianni Di Marzio                             |
| 1982/83     | Mario Corso                                  |
| 1983–1986   | Eugenio Fascetti                             |
| 1986/87     | Pietro Santin Carlo Mazzone                  |
| 1987–1990   | Carlo Mazzone                                |
| 1990/91     | Zbigniew Boniek                              |
| 1991/92     | Alberto Bigon Aldo Sensibile Alberto Bigon   |
| 1992/93     | Bruno Bolchi                                 |
| 1993/94     | Nedo Sonetti Rino Marchesi                   |
| 1994/95     | Luciano Spinosi Edoardo Reja Piero Lenzi     |
| 1995–1997   | Gian Piero Ventura                           |
| 1997/98     | Cesare Prandelli Angelo Pereni Nedo Sonetti  |
| 1998/99     | Nedo Sonetti                                 |
| 1999–2001   | Alberto Cavasin                              |
| 2001/02     | Alberto Cavasin Delio Rossi                  |
| 2002–2004   | Delio Rossi                                  |
| 2004/05     | Zdeněk Zeman                                 |
| 2005/06     | Angelo Gregucci Silvio Baldini Roberto Rizzo |

| Cheftrainer | Cheftrainer                                   |
| Amtszeit    | Name                                          |
| ----------- | --------------------------------------------- |
| 2006/07     | Zdeněk Zeman Giuseppe Papadopulo              |
| 2007/08     | Giuseppe Papadopulo                           |
| 2008/09     | Mario Beretta Luigi De Canio                  |
| 2009–2011   | Luigi De Canio                                |
| 2011/12     | Eusebio Di Francesco Serse Cosmi              |
| 2012/13     | Franco Lerda Antonio Toma Elio Gustinetti     |
| 201/14      | Francesco Moriero Franco Lerda                |
| 2014/15     | Franco Lerda Dino Pagliari Alberto Bollini    |
| 2015/16     | Antonino Asta Piero Braglia                   |
| 2016/17     | Pasquale Padalino Roberto Rizzo               |
| 2017/18     | Roberto Rizzo Primo Maragliulo Fabio Liverani |
| 2018–2020   | Fabio Liverani                                |
| 2020–2021   | Eugenio Corini                                |
| 2021–2023   | Marco Baroni                                  |
| 2023–2024   | Roberto D’Aversa                              |
| 2024        | Luca Gotti                                    |
| 2024–2025   | Marco Giampaolo                               |
| 2025–       | Eusebio Di Francesco                          |

## Ligazugehörigkeit
Stand: Saison 2023/24
- 18 × Serie A
- 29 × Serie B
- 41 × Serie C
- 3 × Serie D

## Vereinsrekorde
- Allgemein
  - Höchster Heimsieg: 10:0 US Lecce – Liberty Bari in der Saison 1945/46 (Serie C).
  - Höchster Auswärtssieg: 1:6 Cosenza Calcio – US Lecce in der Saison 1975/76 (Serie C).
  - Höchste Heimniederlage: 1:7 US Lecce – US Palermo in der Saison 1994/95 (Serie B).
  - Höchste Auswärtsniederlage: 5:0 Atalanta Bergamo – US Lecce in der Saison 1930/31 (Serie B), 5:0 Pescara Calcio – US Lecce in der Saison 1947/48 (Serie B) und 5:0 Calcio Padova – US Lecce in der Saison 1946/47 (Serie B).
  - Rekordspieler: Michele Lo Russo mit 415 Einsätzen.
  - Rekordtorschütze: Anselmo Bislenghi mit 87 Toren.
- Serie A
  - Höchster Heimsieg: 5:1 US Lecce – Atalanta Bergamo in der Saison 1992/93.
  - Höchster Auswärtssieg: 1:4 FC Messina – US Lecce in der Saison 2004/05.
  - Höchste Heimniederlagen: 0:4 US Lecce – AS Rom in der Saison 2000/01 und 1:5 US Lecce – Inter Mailand in der Saison 1997/98.
  - Höchste Auswärtsniederlagen: 6:0 Inter Mailand – US Lecce in der Saison 1998/99 und 6:0 Udinese Calcio – US Lecce in der Saison 1997/98.
  - Rekordtorschütze: Ernesto Chevantón mit 30 Toren.
  - Meiste Tore in einer Saison: Ernesto Chevantón (2003/04) und Mirko Vučinić (2004/05) mit jeweils 19 Toren.